# Marius Innhaug Dahl
Marius Innhaug Dahl (født 19. maj 2006 i Tønsberg) er en cykelrytter fra Norge, der kører for Decathlon AG2R La Mondiale Development.